# Snapchat
Snapchat是一款由斯坦福大学学生开发的图片分享软件应用。利用该应用程序，用户可以拍照(使用濾鏡和特效)、录制影片、撰寫文字和圖畫，并傳送到自己在该应用上的好友列表。这些照片及影片被称为“快照”（"Snaps"）。 用户在向好友发送“快照”时，可以设定一个限制好友访问“快照”的时间（截止2017年7月，用户可选择的时限是1秒至10秒之间，或無限），在这之后，这些“快照”会彻底从好友的设备上和snapchat上的服务器删除。
Snapchat的注册，登录和添加/删除好友的服务器在中国大陆遭防火长城封锁，但其它功能不受影响。

## 用户群体
Snapchat的主要用户群体是在13到25岁之间的青少年。自2012年10月起,40岁以上的用户群体亦开始持续增长。该应用经常会被用来向朋友发送自拍照，其中大約会有30%的照片被傳送至snapchat中的群组当中。 公司的首席执行官斯皮格尔在2013年4月份的Dive into Mobile大会上表示，公司在美国擁有約80%的用戶。

## 发展历史
Snapchat是伊萬·斯皮格和鲍比·墨菲在斯坦福大学产品设计中的一个班级作业而诞生的项目。2011年4月，伊萬·斯皮格在斯坦福大学的产品设计课上介绍了其最终方案的创意。 并于2011年9月在斯皮格的父亲卧室中正式上线。
在早期，Snapchat创业团队更专注于这款应用的易用性和技术挑战，而不是品牌和设计性。Snapchat的吉祥物被称作 "Ghostface Chillah", 这个名字来源于鬼臉煞星。
2012年5月，每秒有25张快照从Snapchat上被发出。
2012年的11月28日，Snapchat的iOS客户端每天有超过2000万张快照被发送，总数已经超过10亿张。
在发展的初期Snapchat从光速创投中拿到了48.5万美金的种子基金。
截止2013年6月，Snapchat已经获得了超过6000万美元的风险投资。
2014年5月8日，Snapchat与美国联邦贸易委员会（FTC）就欺诈指控达成和解，该公司被控欺骗消费者，声称通过其应用发送的照片在一段时间后可永久消失，而实际上接收者可以用几种方法保存这些照片。该公司面临20年隐私监控。

## 外部連結
- 官方网站（英文）
- App Store上的Snapchat （页面存档备份，存于）
- Google Play上的Snapchat （页面存档备份，存于）